# Lijst van gasten in Dit Was Het Nieuws
Dit is de lijst van gasten die deelnamen aan het televisieprogramma Dit Was Het Nieuws. Het programma is opgezet als een spelprogramma waarin twee teams tegen elkaar strijden om met goede antwoorden op vragen over de actualiteit van de afgelopen week punten te scoren, al draait het programma meer om de opmerkingen en grappen van de gasten en presentator Harm Edens dan om de puntentelling. Elk team bestaat uit een vaste teamleider en een gast.

## 1996-2006 TROS - Nederland 2

### Seizoen 1
- 17 mei 1996: Jacques Klöters en Justus van Oel
- 23 mei 1996: Lenette van Dongen en Henk Westbroek
- 31 mei 1996: Frans van Deursen en Theodor Holman
- 7 juni 1996: Ger Apeldoorn en Erik van Muiswinkel
- 21 juni 1996: Kenneth Herdigein en Rick van der Ploeg
- 28 juni 1996: Hans Vandenburg en Diederik van Vleuten

### Seizoen 2
- 17 januari 1997: John Blankenstein en Jac Goderie
- 23 januari 1997: Angela Groothuizen en Wim Mateman
- 31 januari 1997: Frits Barend en Jean van de Velde
- 7 februari 1997: Dieuwertje Blok en Wim Spijkers
- 14 februari 1997: Ronald Giphart en Hans Sibbel
- 21 februari 1997: Frans Derks en Jack Spijkerman
- 28 februari 1997: Peter de Wit en Theo van Gogh

### Seizoen 3
- 31 oktober 1997: Erik Hulzebosch en Titus Tiel Groenestege
- 7 november 1997: Paul Groot en Dolf Jansen
- 14 november 1997: Stijn Aerden en Jan Kuitenbrouwer
- 21 november 1997: Koos Postema en Frits Spits
- 28 november 1997: Max Pam en René Zwaap
- 5 december 1997: Paul de Munnik en Huub Stapel
- 1 januari 1998: Willem Oltmans en Sanne Wallis de Vries

### Seizoen 4
- 6 februari 1998: Pieter Bouwman en Maarten Spanjer
- 13 februari 1998: Ria Bremer en Viggo Waas
- 20 februari 1998: Margôt Ros en Fons van Westerloo
- 27 februari 1998: René van de Kerkhof en Willy van de Kerkhof
- 6 maart 1998: Karin Bloemen en Aad van den Heuvel
- 13 maart 1998: Tanja Jess en Felix Rottenberg
- 20 maart 1998: Paul de Leeuw en Pieter Storms

### Seizoen 5
- 1 januari 1999: Bob Fosko en Nico van der Knaap
- 8 januari 1999: Yasmine Allas en Henk Krol
- 15 januari 1999: Hans Vandenburg en Kas van Iersel
- 22 januari 1999: Maxim Gazendam en Jörgen Raymann
- 29 januari 1999: Rob Hoogland en Humberto Tan
- 5 februari 1999: Gijs Staverman en Danny Rook
- 12 februari 1999: Foppe de Haan en Regilio Tuur
- 19 februari 1999: Ron Boszhard en Fabienne de Vries
- 26 februari 1999: Jeroen Pauw en Peter Winnen
- 5 maart 1999: René Froger en Kamagurka

### Seizoen 6
- 17 december 1999: Marc-Marie Huijbregts en Catherine Keyl
- 24 december 1999: Isabelle Brinkman en Peter Heerschop
- 14 januari 2000: Ruud de Wild en Edwin Evers
- 21 januari 2000: Erik de Zwart en Eddy Poelmann
- 28 januari 2000: Sylvia Millecam en Raymond van Barneveld
- 4 februari 2000: Yvon Jaspers en Edith Mastenbroek
- 11 februari 2000: Henny Stoel, Horace Cohen en Ruben van der Meer

### Seizoen 7
- 6 juni 2000: Kees Jansma en Eddy Poelmann
- 13 juni 2000: Margôt Ros en Wimie Wilhelm
- 27 juni 2000: Piet Schrijvers en Marc van Hintum

### Seizoen 8
- 21 oktober 2000: Jean-Marie Pfaff en Joep van Deudekom
- 28 oktober 2000: Michael Boogerd en Gert-Jan Dröge
- 4 november 2000: Brainpower en Robin Linschoten
- 11 november 2000: Pernille La Lau en Rick Nieman
- 18 november 2000: Hans Smit en Diana Woei
- 25 november 2000: Hein de Kort en Jean-Marc van Tol

### Seizoen 9
- 26 mei 2001: Marc Nelissen en Edgar Burgos
- 2 juni 2001: Linda de Mol en Hanneke Groenteman
- 9 juni 2001: Maarten van Roozendaal en Peter de Bie
- 16 juni 2001: Astrid Joosten en Murth Mossel
- 23 juni 2001: Katja Schuurman en Mart Visser
- 30 juni 2001: Eddy Terstall en Frank Lammers

### Seizoen 10
- 24 november 2001: Irene Moors en Daphne Deckers
- 1 december 2001: Sacha de Boer en Thomas Acda
- 8 december 2001: Monique Somers en Edwin Rutten
- 15 december 2001: Antoinette Hertsenberg en Peter van Straaten
- 22 december 2001: Pierre van Hooijdonk en Sander van Opzeeland
- 29 december 2001: Henny Huisman en Koos Postema

### Seizoen 11
- 18 mei 2002: Johannes van Dam en Ricky Koole
- 24 mei 2002: Bram Peper en Heinze Bakker
- 1 juni 2002: Matthijs van Nieuwkerk en Henk Spaan
- 8 juni 2002: Arend Langenberg en Rob Cohen
- 15 juni 2002: Bridget Maasland en Fons de Poel
- 22 juni 2002: Sylvana Simons en Owen Schumacher

### Seizoen 12
- 16 november 2002: Gerard Cox en Ton Elias
- 23 november 2002: Jos Collignon en Elsemieke Havenga
- 30 november 2002: Youri Mulder en Tom Egbers
- 7 december 2002: Wouter Bos en Fatima Elatik
- 14 december 2002: Jochem van Gelder en Hakim Traïdia
- 21 december 2002: Annemiek Schrijver en Annemarie Jorritsma
- 21 januari 2003: Jan Marijnissen en Lousewies van der Laan

### Seizoen 13
- 17 mei 2003: Hans Dorrestijn en Marcel Vanthilt
- 25 mei 2003: Ramsey Nasr en Jan de Hoop
- 31 mei 2003: Martine Bijl en Jos Bloemkolk
- 7 juni 2003: Caroline De Bruijn en Boris Dittrich
- 14 juni 2003: Chazia Mourali en Hans Dijkstal
- 21 juni 2003: Heleen van Royen en Marcel van Dam

### Seizoen 14
- 15 november 2003: Nico ter Linden en Hadassah de Boer
- 22 november 2003: Rob Oudkerk en Geert Dales
- 29 november 2003: Nelleke van der Krogt en Jeroen van Koningsbrugge
- 6 december 2003: Raemon Sluiter en Pieter Winsemius
- 13 december 2003: Ilse de Lange en Cornald Maas
- 20 december 2003: Khalid Boudou en Olga Zuiderhoek

### Seizoen 15
- 1 mei 2004: Abdelkader Benali en Rick de Leeuw
- 8 mei 2004: Cas Jansen en Annamarie Thomas
- 15 mei 2004: Gijs Wanders en Gallyon van Vessem
- 22 mei 2004: Jacobine Geel en Prem Radhakishun
- 29 mei 2004: Inge Diepman en Bas Heijne
- 5 juni 2004: Frank de Grave en Relus ter Beek

### Seizoen 16
- 13 november 2004: Sonja Barend en Cees Geel
- 20 november 2004: Cor Bakker (Geert Wilders verhinderd)
- 27 november 2004: Henk van Hoorn en Prem Radhakishun
- 4 december 2004: Annemarie Postma en Doekle Terpstra
- 11 december 2004: Mieke van der Weij en Pieter van den Hoogenband
- 18 december 2004: Joris Luyendijk en Hans Klok

### Seizoen 17
- 7 mei 2005: Ad Visser en Wouke van Scherrenburg
- 14 mei 2005: Jeroen Latijnhouwers en Edsilia Rombley
- 21 mei 2005: Laetitia Griffith en Tjeerd Oosterhuis
- 28 mei 2005: Najib Amhali en Dennis van der Geest
- 4 juni 2005: Maarten Wansink en Joost Zwagerman
- 11 juni 2005: Geert Wilders en Dick Jol

### Seizoen 18
- 12 november 2005: René Mioch en Clairy Polak
- 19 november 2005: Arnold Karskens en Ivo de Wijs
- 26 november 2005: Femke Halsema en Theo Hiddema
- 3 december 2005: Giel Beelen en Joep Schrijvers
- 10 december 2005: Andrew Makkinga en Agnes Kant
- 17 december 2005: Jenny Arean en Frits Huffnagel

### Seizoen 19
- 6 mei 2006: Harmen Siezen en Peter Faber
- 13 mei 2006: Joost Eerdmans en Robert Long
- 20 mei 2006: Rob Bolland en Ferdi Bolland
- 27 mei 2006: Jelleke Veenendaal en Alexander Pechtold
- 3 juni 2006: Vincent Bijlo en Sara Kroos
- 10 juni 2006: Peter Houtman en Martin Ros

### Seizoen 20[2]
- 15 november 2006: Mark Rutte en Mat Herben (verkiezingsspecial)
- 18 november 2006: Mei Li Vos en Bert Bakker (verkiezingsspecial)
- 25 november 2006: Raemon Sluiter en Aad van den Heuvel
- 2 december 2006: Daphne Deckers en Richard Krajicek
- 9 december 2006: Pierre van Hooijdonk en Antoinette Hertsenberg
- 16 december 2006: Wende Snijders en Hanneke Groenteman

## 2007-2009 TROS - Nederland 1

### Seizoen 21
- 5 mei 2007: Kluun en Ron Jans
- 12 mei 2007: Margriet Brandsma en Bastiaan Ragas
- 19 mei 2007: Renate Verbaan en Leon Verdonschot
- 26 mei 2007: Micha Wertheim en Adriaan van Dis
- 2 juni 2007: Marlies Dekkers en Mohammed Allach
- 9 juni 2007: Yes-R en Patrick Kicken

### Seizoen 22
- 10 november 2007: Driek van Wissen en Jeroen van Inkel
- 17 november 2007: Ahmed Aboutaleb en Kees 't Hart
- 24 november 2007: Jetty Mathurin en Cesar Zuiderwijk
- 1 december 2007: Max Westerman en Jaffe Vink
- 8 december 2007: Clark Accord en Saskia Noort
- 15 december 2007: Michiel van Erp en Maryam Hassouni

### Seizoen 23[3]
- 25 april 2008: Jan Keizer en Kris Verburgh
- 3 mei 2008: Magali Gorré en Jan Timman
- 10 mei 2008: Adjiedj Bakas en Henk de Gier
- 17 mei 2008: Marcel Lüske en Ahmed Marcouch
- 24 mei 2008: Floortje Dessing en Rosalie van Breemen
- 31 mei 2008: Rob Wijnberg en Guus Meeuwis

### Seizoen 24
- 8 november 2008: Jan des Bouvrie en Loek van Wely
- 14 november 2008: Marijke Hilhorst en Thomas Dekker
- 21 november 2008: Sabine Uitslag en Arie Boomsma
- 28 november 2008: Hugo Borst en Harry Slinger
- 5 december 2008: Ashton Brothers
- 12 december 2008: Hanco Kolk en Tygo Gernandt

### Seizoen 25
- 25 april 2009: Sylvia Kristel en Sebastiaan Labrie
- 2 mei 2009: Paul Schnabel en Ludo Hoogmartens
- 9 mei 2009: Linda Polman en Michel Sluysmans
- 16 mei 2009: Remy Bonjasky en Wubbo Ockels
- 23 mei 2009: Marjolijn Februari en Nadja Hüpscher
- 30 mei 2009: Ed Anker en Stacey Rookhuizen

### Seizoen 26
- 14 november 2009: Jeltje van Nieuwenhoven en Marcel Rözer
- 21 november 2009: Thomas von der Dunk en Robert Vuijsje
- 28 november 2009: Agnes Jongerius en Maxim Hartman
- 5 december 2009: Theo Maassen en Nelleke Noordervliet
- 12 december 2009: Cyrus Frisch en Maarten van Rossem
- 19 december 2009: Noraly Beyer en Sjoerd van Stokkum

## 2010

### RTL-special
- 5 juni 2010: Emile Roemer en Marianne Thieme

## 2011-2015 RTL 4

### Seizoen 27
- 21 mei 2011: Kasper van Kooten en Jan Heemskerk
- 28 mei 2011: Barry Atsma en Linda van Dyck
- 4  juni 2011: Paul Witteman en Frans Bromet
- 11 juni 2011: Tim Knol en Jelle Brandt Corstius
- 18 juni 2011: Ramon Beuk en Jan Slagter
- 25 juni 2011: Job Gosschalk en Eric Smit

### Seizoen 28
- 1 oktober 2011: Frank de Grave en Gijs Scholten van Aschat
- 8 oktober 2011: Willem de Beukelaer en Fons de Poel
- 15 oktober 2011: Peter Heerschop en Ilja Pfeijffer[4]
- 22 oktober 2011: Marian Mudder en Hanna Bervoets
- 29 oktober 2011: Rik van de Westelaken en Roland Koopman

### Seizoen 29
- 3 maart 2012: Tom Six en Sophie Hilbrand
- 10 maart 2012: Karin Spaink en Laura van Dolron
- 17 maart 2012: Lisa Wade en John de Mol
- 24 maart 2012: Erik van Muiswinkel en Waldemar Torenstra
- 31 maart 2012: Eric de Vroedt en Wim Helsen
- 7 april 2012: Inez Weski en Andrea van Pol

### Seizoen 30
- 8 september 2012: Frénk van der Linden en Thijs Zonneveld
- 15 september 2012: Robert Kranenborg en Julius Jaspers
- 22 september 2012: Roel van Duijn en Sywert van Lienden
- 29 september 2012: Ernest van der Kwast en Jojanneke van den Berge
- 6 oktober 2012: Hilbrand Nawijn en Gertjan Verbeek
- 13 oktober 2012: Loretta Schrijver en Marc Chavannes
- 20 oktober 2012: Achmed Akkabi en Marcel van Roosmalen

### Seizoen 31
- 31 augustus 2013: Ilja Gort en Jelka van Houten
- 7 september 2013: Ajouad El Miloudi en Sierd de Vos
- 14 september 2013: Bert Brussen en Martin Rijkers
- 21 september 2013: Hans Aarsman en Dorine Wiersma
- 28 september 2013: Tim Oliehoek en Jurgen van den Berg
- 5 oktober 2013: Sjaak Bral en Babette van Veen
- 12 oktober 2013: Frank Evenblij en Dione de Graaff

### Seizoen 32
- 1 maart 2014: Frans Weisz en Géza Weisz
- 8 maart 2014: Charly Luske en René Gude
- 15 maart 2014: Marlou van Rhijn en Suzanne Bosman
- 22 maart 2014: Guus Meeuwis en Anton Dautzenberg
- 29 maart 2014: Jan van Halst en Erwin Taams
- 5 april 2014: Owen Schumacher en Tim Haars

### Seizoen 33
- 4 oktober 2014: Hajo Bruins en Faiza Oulahsen
- 11 oktober 2014: Mattie Valk en Wietze de Jager
- 18 oktober 2014: Diederik Jekel en Zihni Özdil
- 25 oktober 2014: Özcan Akyol en Maxim Hartman
- 1 november 2014: Derk Bolt en Annemiek Schrijver
- 8 november 2014: Ionica Smeets en Mano Bouzamour

### Seizoen 34
- 5 september 2015: Jesse Klaver en Kim Feenstra
- 12 september 2015: Olaf Koens en Willie Wartaal
- 19 september 2015: Ajouad El Miloudi en Glenn de Randamie
- 26 september 2015: Mike Boddé en Dionne Stax
- 3 oktober 2015: Coen Swijnenberg en Sander Lantinga
- 10 oktober 2015: Frits Spits en Ali B

## 2017- AVROTROS - NPO 1[5]

### Seizoen 35[6]
- 17 december 2017: Janine Abbring en Nynke de Jong
- 24 december 2017: Frank Evenblij en Erik Dijkstra
- 7 januari 2018: Hans Jaap Melissen en Tex de Wit
- 14 januari 2018: Özcan Akyol en Rivkah op het Veld
- 21 januari 2018: Evi Hanssen en Eva Crutzen
- 28 januari 2018: Patrick Laureij en Tim Fransen
- 4 februari 2018: Nhung Dam en Theo Hiddema

### Seizoen 36[7][8]
- 9 september 2018: Akwasi Frimpong en Arman Avsaroglu
- 16 september 2018: Angela de Jong en Roos Schlikker
- 23 september 2018: Rob de Wijk en Roelof de Vries
- 30 september 2018: Dave von Raven en Sjoerd van Ramshorst
- 7 oktober 2018: Roos Moggré en Leonie ter Braak
- 11 oktober 2018: Ron Boszhard en Art Rooijakkers Speciale uitzending in het kader van het Gouden Televizier-Ring Gala
- 14 oktober 2018: Niels van der Laan en Jeroen Woe
- 21 oktober 2018: Jurgen van den Berg en Lara Rense

### Seizoen 37[9]
- 31 augustus 2019: Splinter Chabot en Diederik Jekel
- 7 september 2019: Danny Ghosen en Ronald Goedemondt
- 14 september 2019: Renze Klamer en Daphne Lammers
- 21 september 2019: Merel Westrik en Rik van de Westelaken
- 28 september 2019: Anna Gimbrère en Vivianne Bendermacher
- 5 oktober 2019: Yentl Schieman en Christine de Boer
- 12 oktober 2019: Arno Kantelberg en Eva Koreman

### Seizoen 38[10]
- 7 maart 2020: Frank Jansen en Rogier Smit
- 14 maart 2020: Patrick Laureij en Snelle
- 21 maart 2020: Philip Huff en Joost Vullings
- 28 maart 2020: Kees van Amstel en Celine Huijsmans
- 4 april 2020: Rayen Panday en Robèrt van Beckhoven
- 11 april 2020: Samya Hafsaoui en Antoinnette Scheulderman
- 18 april 2020: Leonie ter Braak en Sjaak Bral[11]

### Seizoen 39[12]
- 5 september 2020: Gijs Groenteman en Dio
- 12 september 2020: Patrick Nederkoorn en Jan Beuving
- 19 september 2020: Jan Dirk van der Burg en Marcel van Roosmalen
- 26 september 2020: Soundos El Ahmadi en Evelien de Bruijn
- 3 oktober 2020: Lieven Scheire en Bas Haring
- 10 oktober 2020: Hanne Tersmette en Howard Komproe
- 17 oktober 2020: Stella Bergsma en Daniël Verlaan

### Seizoen 40[13]
- 14 januari 2021: Sinan Can en Bram Krikke
- 21 januari 2021: Noortje Veldhuizen en Nellie Benner
- 28 januari 2021: Tygo Gernandt en Alberto Stegeman
- 4 februari 2021: Danny Vera en Andrea van Pol
- 11 februari 2021: Roué Verveer en Alex Ploeg
- 18 februari 2021: Adriaan van Dis en Gwen van Poorten
- 25 februari 2021: Fons Lambie en Catherine Keyl[14]

### Seizoen 41[15]
- 2 september 2021 (Daniël Arends): Youp van 't Hek en Niek Barendsen
- 9 september 2021 (Daniël Arends): Paul de Leeuw en Défano Holwijn
- 16 september 2021 (Patrick Laureij): Sander de Kramer en Benjamin Herman
- 23 september 2021 (Patrick Laureij): Glen Faria en Sybrand Buma
- 30 september 2021 (Daniël Arends): Niels van der Laan en Klaas Dijkhoff
- 7 oktober 2021 (Daniël Arends): Joost Vullings en Anita Sara Nederlof
- 21 oktober 2021 (Patrick Laureij): Sarah Sylbing en Ester Gould

### Seizoen 42[16]
- 24 februari 2022: Nizar El Manouzi en Rob Kemps
- 3 maart 2022: Emma Wortelboer en Jack Plooij
- 10 maart 2022: Mischa Blok en Malou Holshuijsen
- 17 maart 2022: Thomas Rueb en MEROL
- 24 maart 2022: Ronit Palache en Jack van Gelder
- 31 maart 2022: Nienke de la Rive Box en Kasper van der Laan
- 7 april 2022: Jaap Robben en Johan Fretz

### Seizoen 43[17]
- 1 september 2022: Splinter Chabot en Jeroen Grueter
- 8 september 2022: Fresia Cousiño Arias en Britt Dekker (i.v.m. het wijzigen van het uitzendschema vanwege het overlijden van Elizabeth II uitgezonden via NPO 3)
- 15 september 2022: Gregory Sedoc en Lisa Ostermann
- 22 september 2022: Lisa Loeb en Rayen Panday
- 13 oktober 2022: S10 en Lilian Marijnissen
- 20 oktober 2022: Wilson Boldewijn en Sticks
- 27 oktober 2022: Frits Wester en Sosha Duysker

### Seizoen 44[18]
- 9 maart 2023: Welmoed Sijtsma en Martijn Krabbé
- 16 maart 2023: Mounir Toub en Peter Heerschop
- 23 maart 2023: Sagid Carter en Marjolijn van Heemstra
- 30 maart 2023: Filemon Wesselink en Nicolette Kluijver
- 13 april 2023: Alex Ploeg en Tim Fransen
- 20 april 2023: Hila Noorzai en Merel Ek
- 27 april 2023: Raven van Dorst en Nhung Dam

### Seizoen 45[19]
- 28 september 2023: Antoinnette Scheulderman en Richard Groenendijk
- 5 oktober 2023: Francis van Broekhuizen en Saman Amini
- 19 oktober 2023: Bas Nijhuis en Jawad Es Soufi
- 26 oktober 2023: Thomas van Groningen en Raounak Khaddari
- 2 november 2023: Suse van Kleef en Kitty Herweijer
- 9 november 2023: Marleen de Rooy en Bas Hoeflaak
- 16 november 2023: René van Meurs en Malou Holshuijsen

### Seizoen 46[20]
- 7 maart 2024: Frank Dane en Roxane Knetemann
- 14 maart 2024: Yannick van de Velde en Tom van Kalmthout
- 21 maart 2024: Henry van Loon en Mandy Woelkens
- 4 april 2024: Wende Snijders en Doortje Smithuijsen
- 11 april 2024: Stijn de Vries en Yousef Gnaoui
- 18 april 2024: Roos Abelman en Marc Van Ranst
- 25 april 2024: Michiel Vos en Eva Jinek

### Seizoen 47[21][22]
- 5 september 2024: Frank van der Lende en Frans Bauer
- 12 september 2024: Stine Jensen en Kees van der Spek
- 19 september 2024: Bert Visscher en Gabriel Martina
- 26 september 2024: Mark Baanders en Joshua Nolet
- 3 oktober 2024: Mai Verbij en Krista Arriëns
- 10 oktober 2024: Anne-Goaitske Breteler en Teun van den Elzen
- 24 oktober 2024: Herman van der Zandt en Rachel Rosier

### Seizoen 48[23]
- 20 februari 2025: William Rutten en Domien Verschuuren
- 27 februari 2025: Arnout Brinks en Sander Brinks
- 6 maart 2025: Nadja Hüpscher en Arjen Lubach
- 13 maart 2025: Steven Kazàn en Jamie Kames
- 20 maart 2025: Davine Perik en Waylon
- 27 maart 2025: Kim Schuddeboom en Dyantha Brooks
- 3 april 2025: Edson da Graça en Elodie Verweij